# アルル (歌手グループ)
アルルは、兄の田宮あきらと、弟の遠藤将人による日本の兄弟歌手グループ。主に1970年代後期に活動していた。

## メンバー
- 田宮 あきら（たみや あきら、1953年5月1日[1] - ）
  - 本名、遠藤 民也（えんどう たみや）[1]。名前の「たみや」を名字にした芸名を名乗っている[2]。
  - 身長173cm[1]
  - 好きな歌手は美空ひばり[1]。山梨県内に住んでいた幼少期、かつて歌手に憧れていたという母に連れられて美空ひばりの映画を観に行ったことがきっかけで、ひばりと歌が好きになる[2]。
  - 性格はどちらかというと内向的[1]。

- 遠藤 将人（えんどう まさと[1]、1955年2月1日[1] - ）
  - 身長171cm[1]
  - 好きな歌手は井上陽水[1]、因幡晃[3]。
  - 兄とは違って、性格は行動派[1]。
  - 高校進学後は、中学時代から引き続き硬式野球部に所属していたが、2年生の時からフェンシング部、その後もバレーボール、空手、ウエイトリフティング、体操と部活を転々とした[2]。こういうことから「僕は浅く広いスポーツマン」と自分のことを語っている[2]。

## 来歴
出生地及び幼少期を過ごしたのは山梨県西八代郡下部町（現・南巨摩郡身延町）。1961年に一家で神奈川県川崎市に転居。少年時代は二人とも野球が好きで、川崎市立富士見中学校に通っていた当時は二人とも野球部に所属し、ポジションはあきらがファースト、将人はレフト。
あきらは日本大学高等学校時代に仲間（後にフレンズのメンバーとなる同じ高校の同級生の水無月しげる、鮎川賢、同じ中学の同級生の萩健之）とグループを結成して音楽に取り組み始め、高校卒業と共に1972年4月、正式に「フレンズ」のメンバーとなってシングル『夢の宝島』でビクターレコードよりデビューし、本格的に音楽の道へ入る。一方、将人は高校は法政大学第二高等学校に進学。
将人は高校卒業後、アクセサリーや婦人服の販売を自分で始め、デパートの一角を借りてブティックを開く。そのうち兄の影響で音楽に興味を持ち始め、また1975年のある日、フレンズを解散したばかりのあきらから「一緒にやらないか」と声をかけられ、いつかは自分も音楽界へとひそかに夢を抱いていたということから、これに応じて二人で『笹舟』というデュオを組む。あきらの元のグループ・フレンズと同じくユタカプロダクションに所属し、しばらくはアリスや、当時同じプロダクション所属でフレンズの弟分グループのレモンパイと一緒にコンサート活動を行い、後にアルルと改名して、1977年4月1日にシングル『背中あわせ』でデビュー。アルルというグループ名は、彼らの持つ「温かみがあって、さわやかなサウンドが南フランスの街・アルルを思わせる」というイメージから付けられた。キャッチフレーズは「木漏れ陽のハーモニー」。第8回日本歌謡大賞新人賞（日本テレビ）受賞。また、CBS・ソニー賞も受賞した。
シングルは現時点で、1979年リリースの『あゝ野麦峠』が最後となっている。
将人は「ソロの歌をとっているのは僕だが、僕が不器用で合わせられないので、兄にハーモニーをやってもらっている」と話している。
サイモン&ガーファンクルを目指し、デビューまでに作ったオリジナル曲は30曲余りを数えた。また自分たちとほぼ同時期にシングル「あずさ2号」でデビューした同じ兄弟デュオの狩人について「向かう方向が違うが、同じ兄弟デュオということで負けたくない」と話していたことがある。
性格面では対照的で、仕事を離れると、一緒に行動することが少なかったという。

## ディスコグラフィー

### シングル
| 発売日       | レーベル    | 面 | タイトル     | 作詞     | 作曲   | 編曲     | 備考                                                      |
| ------------ | ----------- | -- | ------------ | -------- | ------ | -------- | --------------------------------------------------------- |
| 1977年4月1日 | CBS・ソニー | A  | 背中あわせ   | 天野滋   | 天野滋 | 船山基紀 | オリコンの記録では、最高91位、 登場週数7週、売上数1.6万枚 |
| 1977年4月1日 | CBS・ソニー | B  | 近くて遠きは | 天野滋   | 天野滋 | 船山基紀 | オリコンの記録では、最高91位、 登場週数7週、売上数1.6万枚 |
| 1977年       | CBS・ソニー | A  | ジェラシー   | 天野滋   | 天野滋 | 船山基紀 |                                                           |
| 1977年       | CBS・ソニー | B  | 水玉模様の恋 | 天野滋   | 天野滋 | 船山基紀 |                                                           |
| 1979年       | CBS・ソニー | A  | あゝ野麦峠   | 藤田敏雄 | 佐藤勝 |          | 1979年の映画『あゝ野麦峠』主題歌。                        |
| 1979年       | CBS・ソニー | B  | それは母     | 藤田敏雄 | 佐藤勝 |          | 1979年の映画『あゝ野麦峠』主題歌。                        |